# Legge delega
La legge delega, secondo l'ordinamento costituzionale italiano, è una legge formale approvata dal Parlamento, che delega il Governo a esercitare la funzione legislativa su di un determinato oggetto.

## Disciplina normativa generale
L'art. 76 della Costituzione della Repubblica Italiana sancisce che l'esercizio della funzione legislativa, ordinariamente esercitata collettivamente dalle due Camere (art. 70 Cost.), possa essere delegato al Governo nel rispetto di tre espliciti vincoli: la determinazione di principî e criteri direttivi; un tempo limitato di validità della delega, entro il quale il Governo può esercitarla; oggetti, cioè materie, definiti. 
La legge delega è una legge ordinaria, approvata dalle Camere sempre con la procedura normale d'esame e d'approvazione diretta (art. 73 Cost.). Nel suo testo deve contenere l'espressione dei suddetti vincoli costituzionali. Tali ulteriori vincoli sono a garanzia delle prerogative del Parlamento, a impedire che il Governo possa sostituirsi alle Camere, arrogandosi di fatto la funzione legislativa. La delega è conferita al Governo, ossia al Presidente del Consiglio e ai ministri nel loro insieme, e pertanto al Consiglio dei ministri. L'atto avente forza di legge emanato dal Governo, di cui è fonte la legge di delega, è detto decreto legislativo (o anche decreto delegato). Una legge delega può prevedere l'emanazione di uno o più decreti legislativi. Impropriamente, si usa la locuzione legge delegata per indicare anche il decreto delegato. Attraverso la legge delega, il Parlamento può anche conferire all'esecutivo il compito di raccogliere la normativa vigente in una determinata materia in un testo unico, detto in tal caso testo unico innovativo, perché a differenza dei testi unici di compilazione è un'effettiva fonte del diritto. 
Le norme contenute nei decreti delegati, come qualsiasi atto avente forza di legge, sono soggette alla giurisdizione della Corte costituzionale (art. 134 Cost.), anche per le controversie sull'eccesso di delega esercitato dal Governo.

## Contenuto della legge delega
La legge delega deve contenere nel suo testo, in base all'art 76 Cost.:
- oggetti definiti=> l'indicazione dell'oggetto definito dell'intervento normativo, deve trattarsi cioè non di generiche materie, ma appunto di specifici oggetti[1];
- tempo limitato => indicare il termine entro il quale la delega può (non deve) essere esercitata;
- i principî (ossia le norme generali o di principio di carattere sostanziale che regolano la materia) e i criteri direttivi (ossia le regole procedurali di carattere strumentale per l'esercizio in concreto del potere normativo delegato), nel rispetto dei quali sono adottati i necessari decreti legislativi.

La legge delega può contenere nel suo testo:
- l'eventuale obbligo per il Governo di adottare i decreti legislativi d'intesa con la Conferenza permanente per i rapporti tra lo Stato, le Regioni e le Province autonome di Trento e Bolzano (d.lgs. 28 agosto 1997, n. 281);
- la determinazione della procedura per l'acquisizione del parere vincolante delle Camere sulla conformità dei decreti legislativi adottandi ai principî e ai criteri direttivi stabiliti dalla legge delega. Per le deleghe di durata superiore ai 25 mesi, il parere delle competenti Commissioni parlamentari è obbligatorio, anche se non espressamente richiesto nella legge delega.

### Deleghe accessorie
Attraverso la legge delega, il Parlamento può anche conferire al Governo l'autorizzazione a emanare una serie di norme a completamento di un decreto legislativo, che introduca innovazioni rilevanti rispetto a una precedente disciplina di una particolare materia. Tali norme, che sono emanate successivamente al decreto legislativo, possono essere:
- d'attuazione;
- di coordinamento;
- transitorie.